# Аријели
Аријели (итал. Arielli) је насеље у Италији у округу Кјети, региону Абруцо.
Према процени из 2011. у насељу је живело 657 становника. Насеље се налази на надморској висини од 304 м.

## Становништво
Према резултатима пописа становништва 2011. у општини је живело 1.144 становника.
| 1931. | 1936. | 1951. | 1961. | 1971. | 1981. | 1991. | 2001. | 2011. |
| ----- | ----- | ----- | ----- | ----- | ----- | ----- | ----- | ----- |
| 1.524 | 1.584 | 1.470 | 1.299 | 1.252 | 1.307 | 1.265 | 1.250 | 1.144 |